# One Less Lonely Girl
«One Less Lonely Girl» —en español: «una chica solitaria menos»— es una canción pop y rhythm and blues interpretada por el cantante canadiense Justin Bieber, lanzada como segundo sencillo de su álbum debut My World (2009). Contó con la producción de Ezekiel Lewis, Balewa Muhammad, Sean Hamilton y Hyuk Shin. Fue lanzada exclusivamente en iTunes el 6 de octubre de 2009, siendo bien recibida por los críticos, quienes elogiaron la entrega de la canción y la compararon con el pop-R&B de Chris Brown y Rihanna. [cita requerida]
La canción fue un éxito en países como Estados Unidos y Canadá. El video musical muestra a Bieber enamorado de una joven que ve en una lavandería, y cómo la lleva en una búsqueda del tesoro para ganar una cita con ella.
Bieber ha realizado la canción en una serie de presentaciones en vivo tales como Fearless Tour, The Next Star y Dick Clark's New Year's Rockin' Eve with Ryan Seacrest.

## Antecedentes y grabación

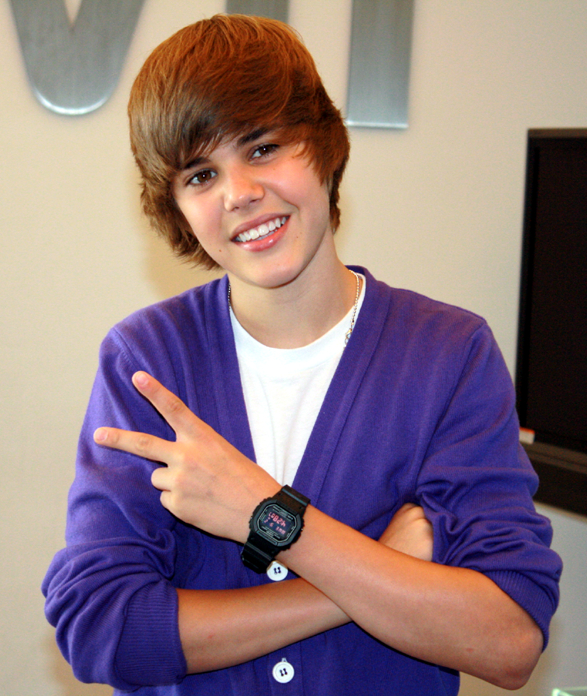
Justin Bieber, intérprete de la canción.

En cuanto al concepto de la canción, Bieber dijo a MTV News: «Creo que es muy importante, estas chicas tienen algo por lo que pueden ser una chica sola menos.» Bieber dijo en broma que «Lonely Girl» no siempre fue su primera elección para su segundo single, dijo: «Estaba entre eso y "I Love High School"», un remix de «I Love College» de su compañero de discográfica, Asher Roth. "One Less Lonely Girl", fue lanzado digitalmente en iTunes Store el 6 de octubre de 2009.

## Tabla de rendimiento
En los Estados Unidos, el sencillo tuvo 113.000 descargas en su primera semana, lo que impulsó a debutar en el número dieciséis en el Billboard Hot 100 en la edición del 24 de octubre de 2009. Bieber marcó el debut en el segundo más alto de la semana, sólo siendo superada por "3" de Britney Spears. Debido al impacto de la radio convencional en los Estados Unidos, la canción entró a los treinta y seis en las canciones pop de Billboard en la semana que finalizó el 12 de diciembre 2009, ya su vez también volvió a entrar en la lista Hot 100 a los sesenta y nueve. Se dejó caer la próxima semana en el Hot 100, pero se elevó a treinta y dos de las canciones pop, y resucitó al veintiséis de la semana siguiente. El single alcanzó el puesto veintiuno en la lista pop. Debido al aumento de Airplay y las ventas digitales de My World, en la semana que finalizó el 9 de enero 2010, la canción subió treinta puestos de sesenta-treinta en el Hot 100. En febrero de 2011, el sencillo se vendió 1.025.000 veces. La canción debutó en el número diez en el Canadian Hot 100 en el tema del 24 de octubre de 2009.
Se estrenó en Austria en el número cincuenta y cuatro, en el que alcanzó su punto máximo, y se mantuvo cuatro semanas en la lista. Se estrenó en la Tabla de Consejo belga de Flandes, en el número veinticinco, en el que alcanzó su punto máximo, y se mantuvo durante dos semanas. Se estrenó en Alemania en el número veintidós, en el que alcanzó su punto máximo, y se mantuvo durante ocho semanas. La canción también alcanzó un máximo de ochenta y dos en Australia y sesenta y dos en el Reino Unido.

## Video musical

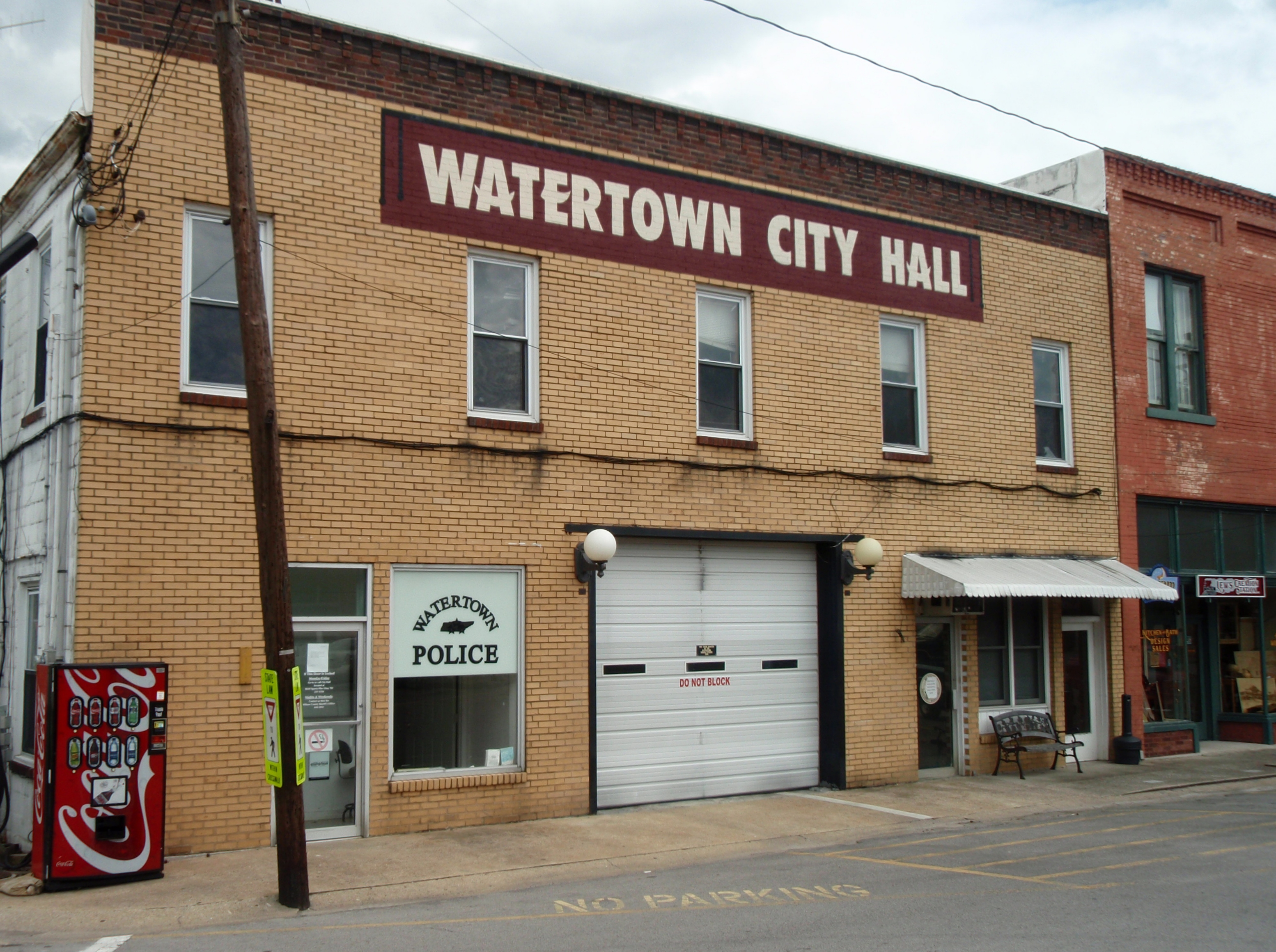
WaterTown, lugar donde se realizó la trama del video.

En un 7 de octubre de 2009, en exclusiva con MTV News, Bieber confirmó que en el video musical había recibido un disparo en Watertown, Tennessee (una pequeña ciudad a unos 50 kilómetros al este de Nashville, Tennessee) con Román White quien dirigió el video musical de "You Belong With Me "de Taylor Swift. El video se estrenó en perezhilton.com el 9 de octubre de 2009, y fue lanzado en iTunes, tres días después. Más tarde se estrenó en el sitio oficial de Bieber y YouTube el 13 de octubre de 2009, la madre de Bieber, Pattie Mallette, hace un cameo en la escena del puesto de flores en el video musical. Durante el rodaje del video musical, Bieber bromeó y dijo: "Es como la ciudad más grande que jamás he estado adentro" Él continuó diciendo, "Es muy pequeño y pintoresco y lindo y fresco. Todo el mundo probablemente sabe todo el mundo, supongo." Fotografía promocional tuvo lugar alrededor de la ciudad unos días antes que el resto de la filmación del video, incluyendo los carteles Bieber y la celebración de su primer lanzamiento, y con un color turquesa de vídeo truck. La edad fue la primera en presentar Bieber vestido con su etiqueta de perro de la firma. En un artículo detrás de las escenas, Bieber, dijo que un fan le dio a él, y que pertenecía a uno de sus amigos que murieron en la guerra. Bieber declaró: "Lo llevó porque es fresco y una especie de memoria". El concepto básico del video es el objetivo de Bieber para ganar el corazón de una niña después de liderar a su alrededor de la ciudad. el director Roman White dijo: "Es romántico, está en una lavandería. eso es todo lo que se necesita para conquistar a una chica que se encadenan las luces".
En el video musical, Bieber se siente atraído por una chica que ve todos los días lavando la ropa en la lavandería local. En las primeras escenas, Bieber lleva una sudadera verde con capucha, al igual que el gris que llevaba en el video de "One Time", junto con una camisa de arándano. Un día, mientras está esperando a que sus ropas y se ajuste a su guitarra, se le cae un pañuelo, y lo recoge. En la escena de lavandería Bieber lleva una mezcla de violeta, azul y naranja a cuadros camisa de cuello, con una camiseta de color púrpura oscuro. La chica regresa al día siguiente, sin embargo, él no está allí. Él entonces los mensajes una señal al lado de la lavadora que se encontró con el pañuelo perdido. Él lleva a la niña en una búsqueda del tesoro de la bufanda, para colocar carteles con fotos de él en los alrededores de la ciudad para animar a ir a una cita con él. Toma fotos de él en situaciones como la compra de chocolate para ella y la escena de los cachorros, y otros, con notas de cariñosas bromas de lo que iba a hacer por ella. Durante la fecha y las escenas que terminan Bieber tiene una camisa de cuello blanco a rayas, con una camiseta oscura cian. Ella finalmente lo encuentra al final del video y tienen su fecha.
MTV llamo el vídeo como "perdido y encontrado de acción con un pañuelo que a la larga conduce a un amor de juventud", y da crédito a Bieber como una sensación nueva, que dice "La configuración de "One Less Lonely Girl ", parece ser la calle principal de Estados Unidos.... ¿Y por qué no? ¿Es este niño no es la rebanada de pastel de manzana de refrigeración en el alféizar de la ventana del sueño adolescente americano? " AOL llama el video de "búsqueda del tesoro" y felicitó a la escena de la tienda de mascotas, diciendo: "Y entonces, como si el vídeo no podría ser más lindo, que llevar a cabo los cachorros."

## Presentaciones en vivo
Bieber ha realizado "One Less Lonely Girl" como una versión acústica y con el fondo musical original. Se estrenó la canción, interpretando una versión acústica cuando él hizo un aspecto del retorno a su país natal, Canadá en la final de YTV en la próxima estrella. Bieber interpretó la canción junto con su primer single "One Time" el 26 de septiembre de 2009. También interpretó la canción acústica, cuando apareció en Es On con Alexa Chung el 19 de noviembre de 2009.
Cuando Bieber interpreta la canción con el fondo musical, se invita a uno o dos chicas en el escenario para ser el objeto de su afecto o la "chica solitaria" durante la actuación. Bieber interpretó la canción con el fondo musical original, junto con "One Time", y "Favorite Girl" en su debut en la red de televisión de EE.UU. en The Today Show.

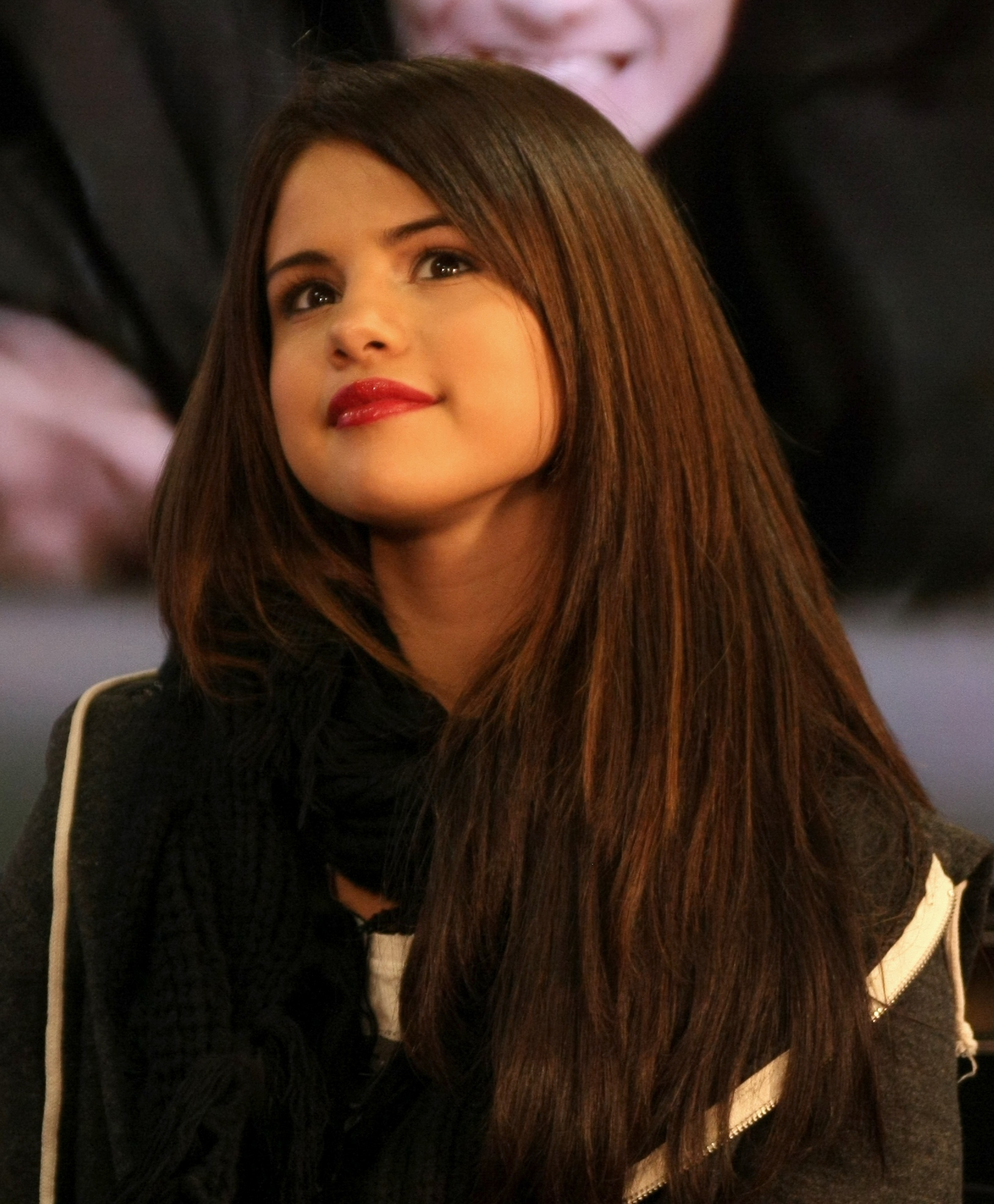
Selena Gomez, apareció en una presentación en vivo de la canción como la «Chica solitaria».

Además Él también se realizó la canción con el fondo musical de The Ellen DeGeneres Show, y durante el invierno de 2009, cuando actuó en varios conciertos en diferentes Jingle Ball. Cuando Bieber realizó en Jingle Ball Q100 en Atlanta, Georgia, donde la carrera de Bieber tiene su base en, invitó a buena amiga y exnovia, Caitlin Beadles, que se había recuperado recientemente de un accidente de barco, en el escenario como a la chica durante la canción. Bieber realizó la única en su segunda canción en Rockin Año Nuevo de Dick Clark de 'Eve con Ryan Seacrest, e invitó a su amiga y compañera de artista de la noche, Selena Gomez en el escenario para actuar como la chica solitaria. El desempeño en el escenario alimentado las especulaciones de más de una relación entre Bieber y Gómez, pero ambos afirmaron que sólo eran amigos, después de un tiempo se hizo oficial que ellos dos eran novios como lo hacían antes. Él canta la canción de Pepsi VH1 Fan Jam Super Bowl, junto con otros artistas como Rihanna y Timbaland, y por la cadena CBS "The Early Show como parte de su programación del Super Bowl. Él interpretó un popurrí de "One Less Lonely Girl" y "Never Let You Go", junto con "Baby" de SOS APUESTA: Ayuda para Haití Teletón. A medida que el teletón también estaba siendo transmitido en Haití, Bieber cantó el primer verso en francés.

## Créditos
- Escritores - Usher Raymond, Ezekiel Lewis, Balewa Muhammad, Sean Hamilton, Hyuk Shin.
- Productor (es) - Ezekiel Lewis, Balewa Muhammad, Sean Hamilton, Hyuk Shin.
- Producción vocal - Ezekiel Lewis and Dave Hyman.
- Mixing - Jaycen Joshua-Fowler and Dave Pensado, Giancarlo Lino.
- Consulta - Steve Owens and Rosalind Harrell.
  - Fuente[33]

## Posicionamiento en listas y certificaciones

### Posicionamientos
| País         | Listas (2009–2010)           | Mejor posición | Ref.   |
| ------------ | ---------------------------- | -------------- | ------ |
| Australia    | Australian Singles Chart     | 68             | [ 18 ] |
| Austria      | Austrian Singles Chart       | 54             | [ 14 ] |
| Bélgica      | Belgian Tip Chart (Flanders) | 25             | [ 15 ] |
| Canadá       | Canadian Hot 100             | 10             | [ 13 ] |
| Germania     | German Singles Chart         | 22             | [ 16 ] |
| Gran Bretaña | UK Singles Chart             | 62             | [ 17 ] |
| USA          | U.S. Billboard Hot 100       | 16             | [ 4 ]  |
| USA          | U.S. Pop Songs               | 21             | [ 34 ] |

### Ventas y certificaciones
| País              | Proveedor | Año  | Certificación    | Ventas certificadas | Ref.   |
| ----------------- | --------- | ---- | ---------------- | ------------------- | ------ |
| América del Norte |           |      |                  |                     |        |
| Estados Unidos    | RIAA      | 2009 | Disco de platino | -                   | [ 35 ] |

## Historial de lanzamientos
| Región                  | Fecha                         | Formato          |
| ----------------------- | ----------------------------- | ---------------- |
| Canadá                  | 6 de octubre de 2009          | Descarga digital |
| Estados Unidos          | 6 de octubre de 2009          | Descarga digital |
| 30 de noviembre de 2009 | Mainstream y rhythmic airplay |                  |